# Alois von Reding
Alois von Reding (ur. 6 marca 1765 w Schwyz, zm. 5 lutego 1818 tamże) – szwajcarski polityk, wojskowy i bohater narodowy. Landammann Republiki Helweckiej w latach 1801–1802.
Kilka lat spędził w wojsku hiszpańskim. Następnie wrócił do Szwajcarii, gdzie wziął udział w walce przeciwko inwazji francuskiej. W dniach 2 i 3 maja 1798 dowodził obroną w miejscowościach Schindellegi i Rothenthurm (bitwa pod Rothenthurm), jednak został zmuszony do kapitulacji.
W polityce nowo powstałej Republiki Helweckiej opowiedział się po stronie partyzantów szwajcarskich oraz federalistów (zwolenników zwiększenia pozycji i uprawnień kantonów), był też zagorzałym przeciwnikiem ingerencji francuskiej. Po zamachu stanu w październiku 1801 został wybrany Landammannem (szefem egzekutywy). Próbował przeforsować federalistyczne poprawki do konstytucji, lecz jego wysiłki spotkały się z ostrym sprzeciwem. Utracił swoje stanowisko 17 kwietnia 1802 w wyniku kolejnego przewrotu. W okresie od sierpnia do września 1802 pełnił funkcję przywódcy rządu powstańczego, lecz został aresztowany przez przywracające porządek w kraju wojska francuskie. Po uzależnieniu Szwajcarii od Francji w 1803 (Akt Mediacyjny) Reding ograniczył się do polityki regionalnej w jego rodzimym kantonie Schwyz.